# Donald Lippincott
Donald Lippincott (Donald Fithian „Don“ Lippincott; * 16. November 1893 in Philadelphia, Pennsylvania; † 9. Januar 1962 ebenda) war ein US-amerikanischer Sprinter.

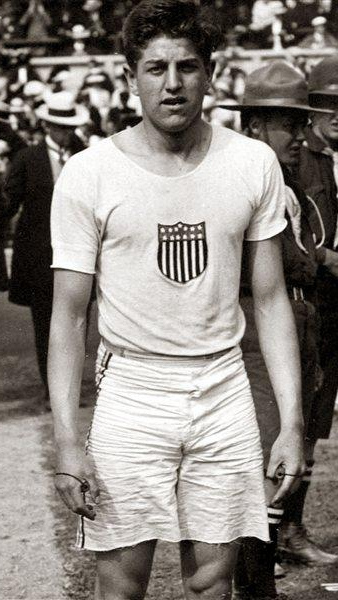
Donald Lippincott 1912

Bei den Olympischen Spielen 1912 in Stockholm gewann er zwei Medaillen. Über 100 Meter wurde er Dritter hinter seinen Landsleuten Ralph Craig und Alvah Meyer, über 200 Meter Zweiter hinter Craig und vor dem Briten Willie Applegarth.
Im Jahr 1913, wenige Tage vor dem Tod seines Trainers Mike Murphy, gewann er in 21,2 Sekunden die IC4A-Meisterschaft über 220 Yards.
Mit einer Zeit von 10,6 Sekunden, die er am 6. Juli 1912 in Stockholm erzielt hatte, trug er sich als Erster in die Liste der offiziellen Weltrekorde über 100 Meter ein. Wäre diese Liste zwei Monate früher eingeführt worden, hätte der Deutsche Richard Rau, der bereits ein Jahr zuvor zweimal die 100 Meter in 10,6 Sekunden und einmal sogar in der – allerdings inoffiziellen – Weltrekordzeit von 10,5 Sekunden gelaufen war, dort an erster Stelle gestanden.
Donald Lippincott startete für die University of Pennsylvania. Im Ersten Weltkrieg diente er bei der Navy. Später war er für verschiedene Unternehmen als Sicherheitsberater tätig.